# Daniel Rymeš
Daniel Rymeš (* 8. říjen 1990 Brno) je český divadelní herec a pedagog.
Po vystudování osmiletého gymnázia zamířil na Divadelní fakultu Janáčkovy akademie múzických umění v Brně, kde v roce 2016 absolvoval obor muzikálové herectví. Na této škole později zůstal jako pedagog intonace a sluchové analýzy a zpěvu. V angažmá Městského divadla Brno je od roku 2015. V roce 2018 získal nominaci na cenu Thálie za titulní roli v muzikálu Chaplin. Působí také v Divadle poq, kde účinkuje ve hrách P.U.N.T.S. – Nikdy nevíš a Včela v hlavě.

## Role v Městském divadle Brno
- Eddie – Mamma Mia!
- Sir Robin – Monty Python´s Spamalot
- Cowboy, Guilio – Pretty Woman
- Aaron – První rande
- Vojtěch – Devět křížů
- Horacio – Hamlet aneb Hádala se duše s tělem
- Doktor Clasen – Heidi
- Connor Murphy – Drahý Evane Hansene
- Will Bloom, Sherif – Big Fish (Velká ryba)